# Édouard Yrondy
Édouard Yrondy (1863-1938) est un artiste peintre et illustrateur français.

## Biographie
Fils d'Elizabeth Goedeau, née à Leyde, et de Michel Yrondy (1821-1887), photographe originaire du Cantal, installé depuis 1862 passage Lemoine, Pierre Édouard Irondy expose pour la première fois au Salon des artistes français en 1883, un portrait peint. Son atelier parisien est situé au 30 boulevard du Montparnasse dans le domicile de ses parents, à côté du studio de son père. Au salon de 1889, il présente un nouveau portrait peint, et deux dessins exécutés d'après des œuvres littéraires. 
Son père est connu en tant que photographe, il fournit nombre de clichés à des périodiques illustrés dans les années 1870-1880, comme par exemple pour Le Monde illustré. Il a cinq enfants, dont deux exerceront le même métier que lui, et engendreront une longue lignée de photographes,.
Édouard commence à collaborer à des périodiques illustrés dès 1886, avec Le Bon Journal. Au début des années 1890, il produit des illustrations destinées à des maisons d'édition de romans populaires, dont plusieurs affiches lithographiées. Au début des années 1900, il est recruté par l'éditeur J. Ferenczy.
Le 3 octobre 1896, il épouse à Saint-Bresson (Haute-Saône) Marie Adrienne Gabrielle Tisserand, dont un fils, Pierre Yrondy, né en 1897, qui deviendra écrivain. Neuf ans plus tard, le 19 avril 1906, Marie Adrienne Yrondy accouche à son domicile, 22, rue Delambre à Paris 14e d’une fille prénommée Madeleine qui décèdera à l’âge de quatre ans.
Outre quelques affiches, il fournit des vignettes au Petit Journal (1901), au Frou-frou (1901-1912), L'Amour (1905), En famille (1907), L'Intrépide (1911), L'Inédit, Jean-qui-rit (1912), À l'aventure (1920) et Lisette (1922-1925).
Il meurt à Saint-Bresson (Haute-Saône) dans une maison familiale qu'il possédait depuis avant 1900 et où il s'était retiré.

## Œuvre

### Ouvrages illustrés

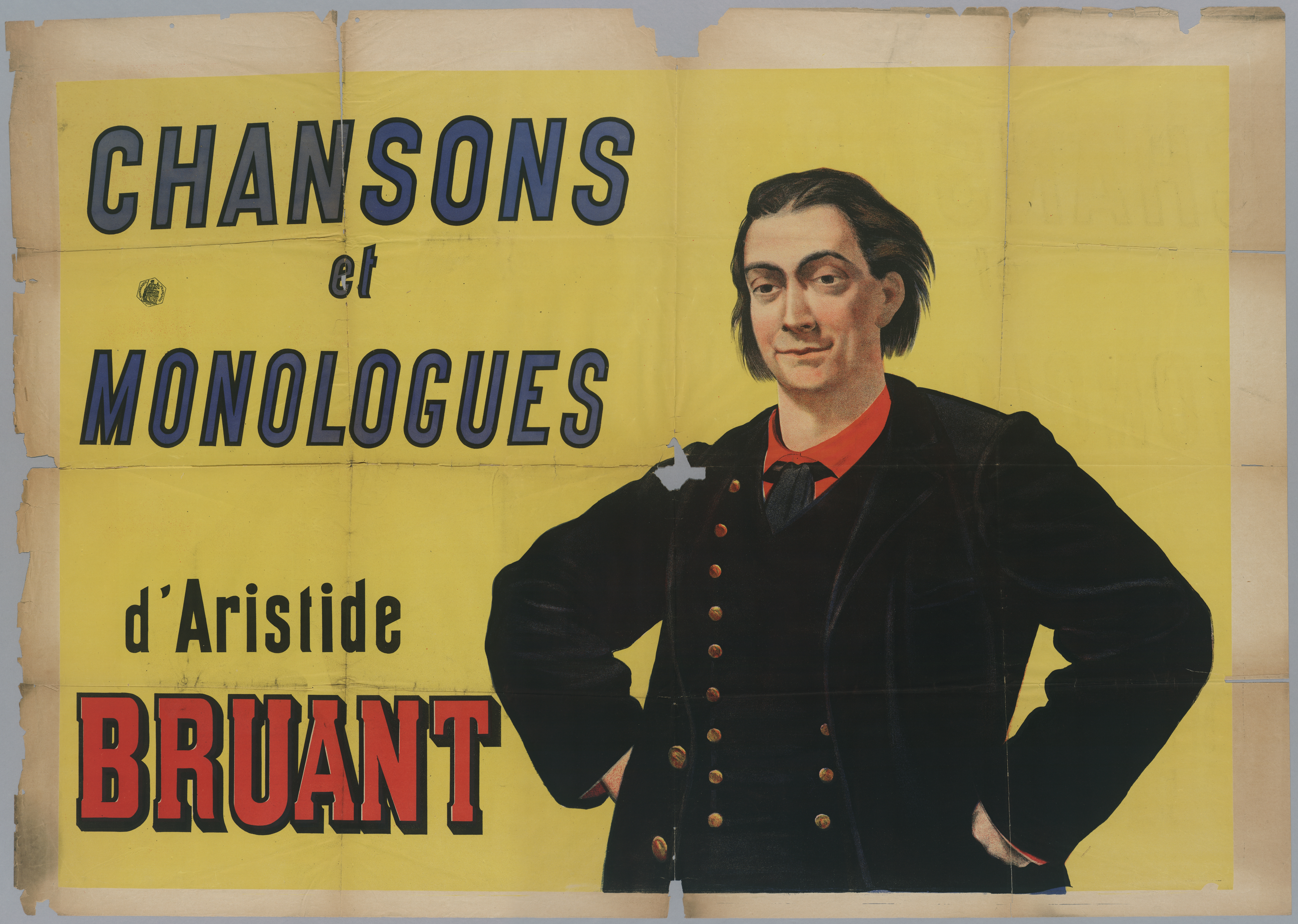
Affiche pour la vente des premiers recueils de chanson d'Aristide Bruant, vers 1890.

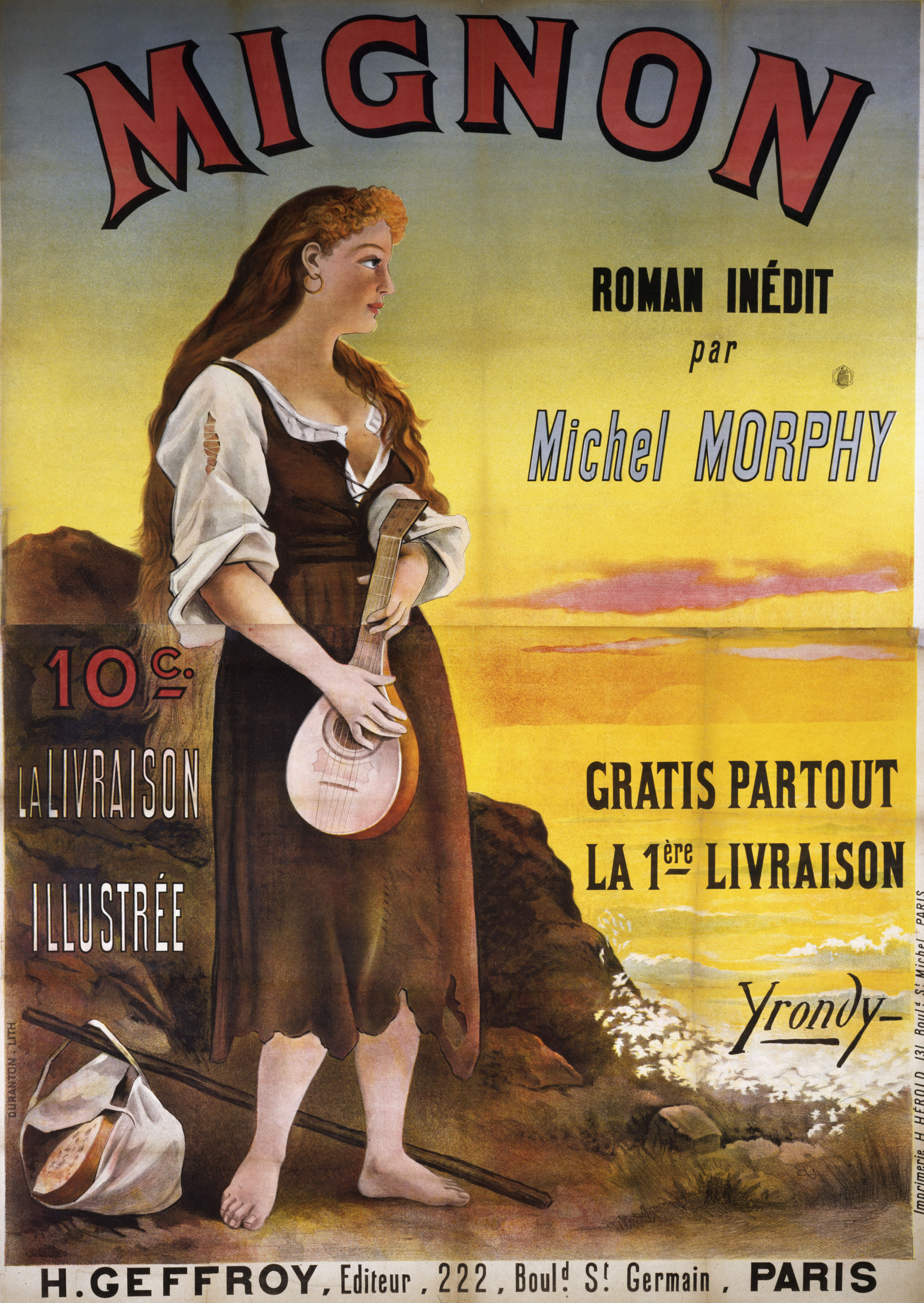
Affiche lithographiée pour Mignon, roman de Michel Morphy, vers 1896.

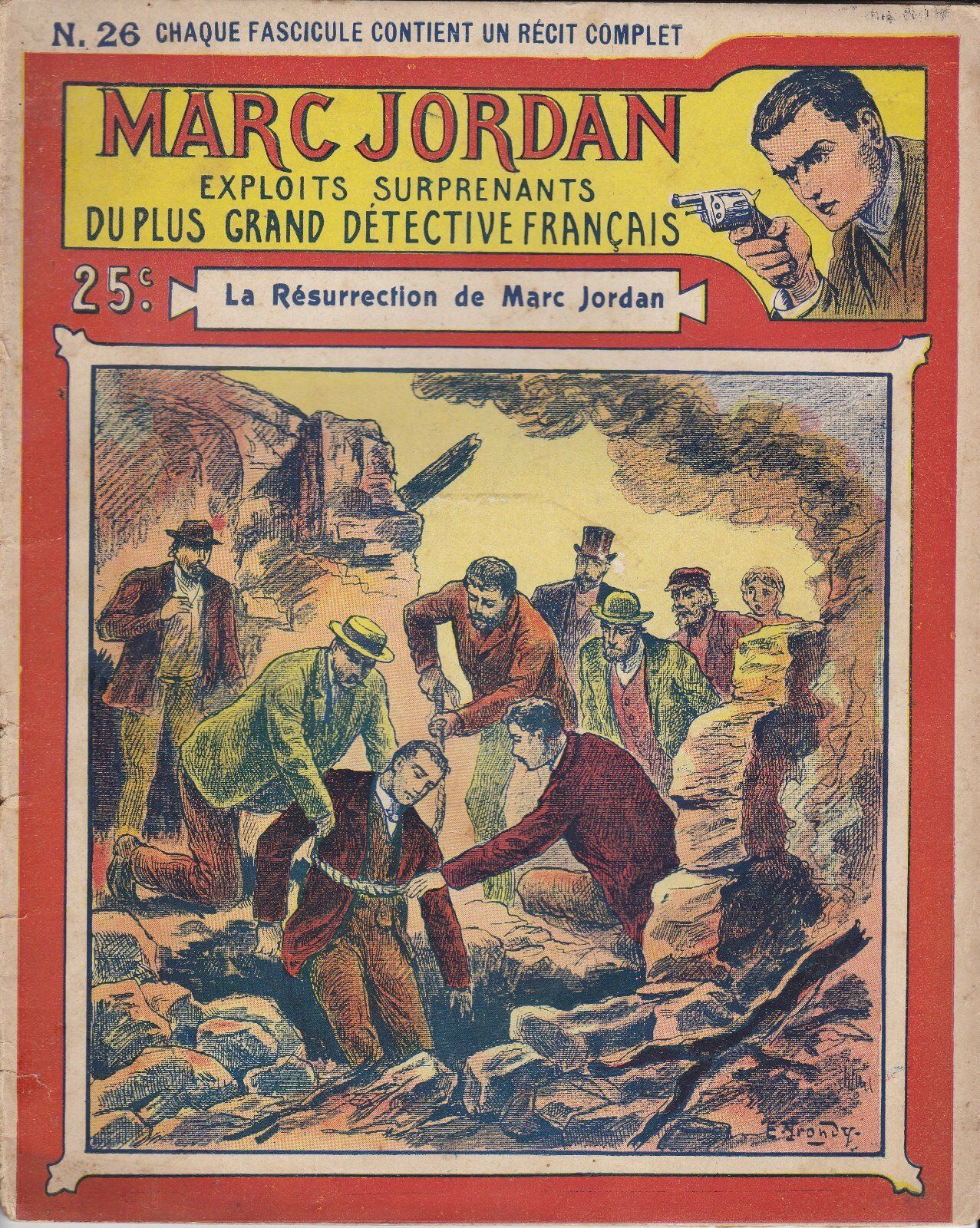
La Résurrection de Marc Jordan, couverture du fascicule no 26, vers 1907.

- Edmond Ladoucette, Le Petit Caporal, Paris, H. Geffroy, 1895.
- Michel Morphy, Manon, Paris, H. Geffroy, 1896.
- Capitaine Danrit, La Guerre de demain, Paris, E. Flammarion, [1907].
- Arthur Bernède, Flétrie et vengée, Paris, J. Ferenczi, 1908.
- Jules de Gastyne, « Marc Jordan, exploits surprenants du plus grand détective français », série de fascicules, Paris, J. Ferenczi, [1907-1910 ?].
- E. Constant, L'Homme bleu, Paris, R. Roger et F. Chernoviz, 1911.
- Georges Maldague, La Mare aux folles, Paris, F. Rouff, 1914.
- Georges Clavigny, série des albums de « Tilutin », Paris, France-Édition, 1924.
- Michel Nour, Amours de dancing, Paris, F. Rouff, 1927.
- Jean Bouvier, Le Drame des vignettes, Paris, F. Rouff, 1927.
- Georges Vilennes, La Lettre meurtrière, Paris, F. Rouff, 1927.
- Georges Delrac, Le Moulin des cœurs broyés Paris, F. Rouff, 1927.